# Ağdam (district)
Ağdam, Aghdam of Agdam is een rajon in Azerbeidzjan. Het rayon telt 182.000 inwoners (01-01-2012) op een oppervlakte van 1150 km²; de bevolkingsdichtheid is 158 inwoners per km². De hoofdstad van het rayon is Ağdam.

## Bezetting

### Armeense controle
Sinds het Nagorno-Karabachconflict was 80% van het gebied, waaronder de hoofdstad, onderdeel van de door Armenië ondersteunde de-facto onafhankelijke republiek Nagorno-Karabach. De stad Ağdam werd vrijwel volledig verwoest en verviel tot een spookstad.

### Teruggave aan Azerbeidzjan
Op 10 november 2020 werd een wapenstilstand getekend om de hervatte oorlog in de regio te stoppen. De partijen kwamen onder andere overeen dat Armeniërs het gehele district moesten verlaten tot 20 november 2020 onder toezicht van een Russische vredesmacht. Veel Armeniërs richtten verwoestingen aan bij hun vertrek. Op 19 november 2020 trokken Azerbeidzjaanse troepen het bezette deel van het district binnen.

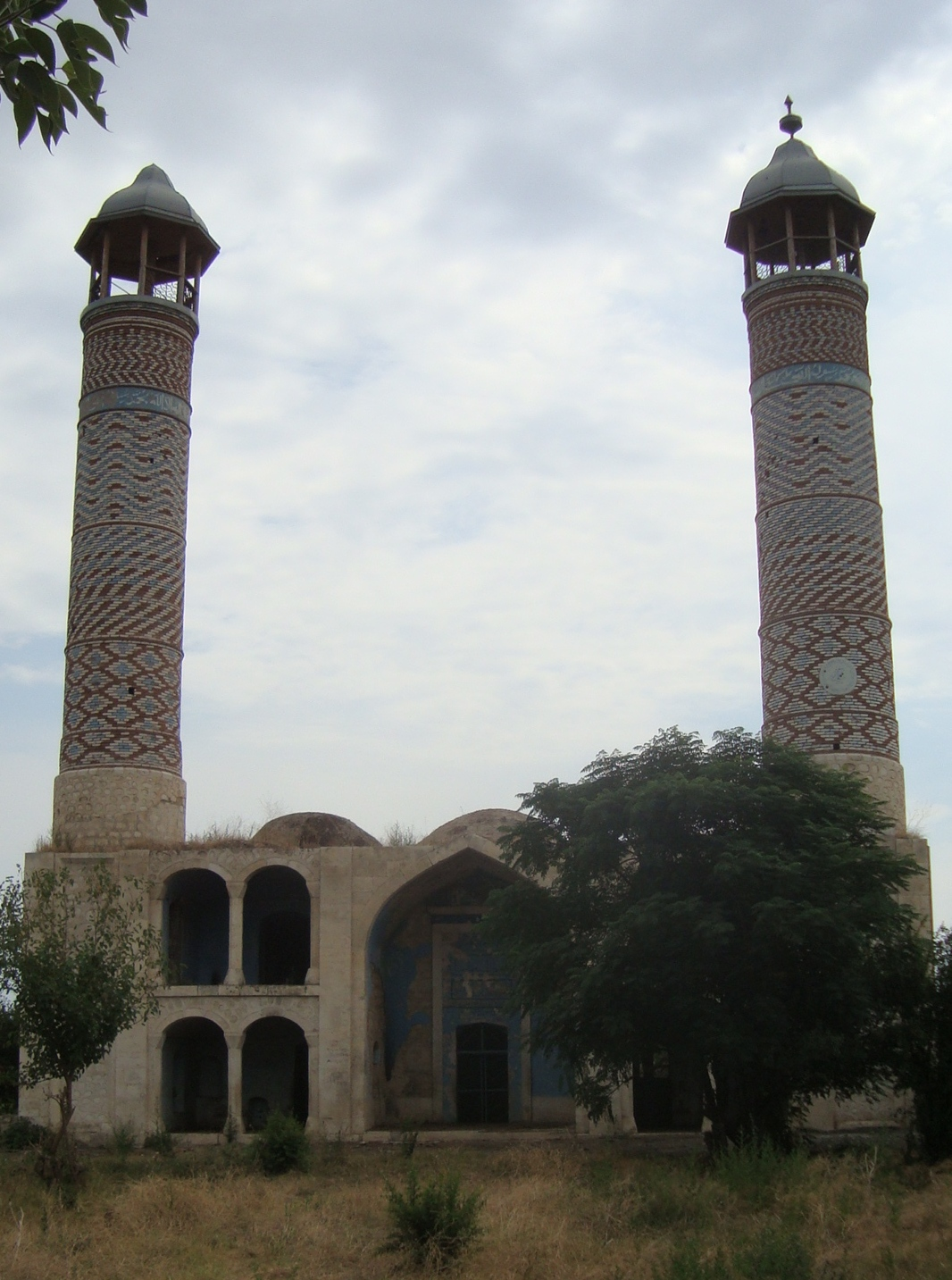
Agdam, mosque